# 150 av. J.-C.
Cette page concerne l'année 150 av. J.-C. du calendrier julien proleptique.

## Événements
- 18 janvier (1er janvier 604 du calendrier romain) : début à Rome du consulat de Tiberius Quinctius Flaminius et Manius Acilius Balbus[1].
  - Le propréteur d'Hispanie ultérieure Galba et le proconsul Lucullus prennent les Lusitaniens révoltés en tenaille. Les Lusitaniens demandent la paix ; Galba accepte de traiter, propose à leurs chefs de nouvelles terres, et quand ils ont accepté, les disperse en trois groupes pour qu'ils s'y établissent. Mais ses légionnaires massacrent traîtreusement 9 000 Lusitaniens désarmés et en réduisent 20 000 en esclavage[2]. Un berger, Viriates, échappe au massacre et prend la tête de la révolte à partir de 147 av. J.-C..
- Été : Démétrios Ier Sôter, roi de Syrie, est tué dans une bataille contre l’usurpateur Alexandre Ier Balas qui se fait passer pour le fils d’Antiochos IV et s’empare du trône séleucide[3].

- Hiver : à son retour à Rome, Galba est accusé devant le Sénat romain de violation de la fides après la capitulation des Lusitaniens, notamment par Caton l'Ancien. Il est acquitté selon Cicéron grâce à ses talents d'orateur après avoir fait venir ses propres enfants devant les sénateurs pour implorer leur pitié[4].

- Prodromes de la troisième guerre punique (hostilité entre Massinissa de Numidie et Carthage, ambassade en Afrique de Scipion Émilien). Massinissa assiège Oroscopa. Carthage réagit et commence à lui faire la guerre. Hasdrubal, à la tête de vingt-cinq mille hommes et de 400 cavaliers, est battu par Gulussa, fils de Massinissa, malgré la défection des généraux numides Asasis et Suba[4].
- Polybe, appuyé par Scipion Émilien, sollicite le renvoi des 300 exilés achéens survivants. Il obtient gain de cause grâce à l'intervention de Caton l'Ancien[5].

## Décès
- Démétrios Ier Sôter.